# 堀口勝
堀口 勝（ほりぐち まさる、1965年 - ）は、日本の法学者。専門は商法、金融商品取引法。東洋大学法学部准教授。父親は、一橋大学名誉教授堀口亘。

## 略歴
- 1983年 市川高等学校卒業
- 1988年 日本大学法学部法律学科卒業
- 1990年 日本大学大学院法学研究科博士前期課程修了
- 1993年 日本大学大学院法学研究科博士後期課程満期退学
- 1993年 東洋大学専任講師
- 1998年 東洋大学助教授

## 人物
- 野球好き。阪急ブレーブス時代からのオリックス・バファローズファン。アメリカ留学中、当時メンフィス・レッドバーズ（セントルイス・カージナルス傘下）に在籍していた田口壮からサインをもらったこともある。
- 趣味はバスフィッシング。

| スタブアイコン | サブスタブ | この項目は、まだ閲覧者の調べものの参照としては役立たない、人物に関連した書きかけの項目です。この項目を加筆・訂正などしてくださる協力者を求めています（P:人物伝/PJ:人物伝）。 |